# فرد اشمیت
فرد اشمیت (به انگلیسی: Fred Schmidt) (زادهٔ ۲۳ اکتبر ۱۹۴۳) شناگر اهل ایالات متحده آمریکا است.